# Cura fortis
Cura fortis és una espècie de triclàdide dugèsid que habita Nova Zelanda.

## Morfologia
Els espècimens preservats fan més de 8 mm de longitud i 3,5 mm d'amplada. Aquesta espècie es diferencia de la resta de congèneres per l'abundància de testícles dorsals que arriben fins a l'altura de la boca. També presenta una papil·la peniana força voluminosa, el gonoporus està situat al mig de l'atri comú i la musculatura del canal de la bursa està invertida. El nom específic "fortis" fa referència a la gran papil·la peniana en comparació amb les altres espècies de Cura.